# Momo Hirai
Momo Hirai (n. 9 noiembrie 1996, Kyotanabe, Prefectura Kyoto, Japonia), cunoscută sub numele de Momo, este o cântăreață, rapper și dansatoare japoneză cu sediul în Coreea de Sud. Este una dintre cele trei membre japoneze ale grupului de fete Twice din Coreea de Sud.